# Iriartella stenocarpa
Iriartella stenocarpa är en enhjärtbladig växtart som beskrevs av Karl Ewald Maximilian Burret. Iriartella stenocarpa ingår i släktet Iriartella och familjen Arecaceae. Inga underarter finns listade i Catalogue of Life.